# Pastoralodon lacustris
Il pastoralodonte (Pastoralodon lacustris) è un mammifero estinto appartenente ai pantodonti. Visse nel Paleocene superiore - Eocene inferiore (circa 58 - 54 milioni di anni fa) e i suoi resti fossili sono stati ritrovati in Cina. 

## Descrizione
Questo animale era di grosse dimensioni e si suppone potesse raggiungere una lunghezza di oltre due metri, il che lo rendeva uno dei più grandi mammiferi del suo habitat. L'aspetto doveva essere quello di un mammifero erbivoro dalla corporatura robusta, forse simile all'americano Barylambda. La caratteristica principale del pastoralodonte era però data dalla forma della mandibola, che era espansa frontalmente in modo molto simile a quella degli attuali ippopotami. La parte posteriore della mandibola era anch'essa espansa verso il basso. Rispetto all'assai simile Convallisodon, Pastoralodon possedeva premolari più piccoli con un ipocono meno sviluppato. 

## Classificazione
Pastoralodon lacustris venne descritto per la prima volta nel 1978 sulla base di resti fossili ritrovati in Mongolia Interna, in Cina, in terreni databili all'ultima parte del Paleocene o alla prima parte dell'Eocene. Pastoralodon appartiene ai pantodonti, un gruppo di mammiferi arcaici sviluppatisi nel corso del Paleocene, che andarono a occupare numerose nicchie ecologiche lasciate vacanti dopo l'estinzione di massa del Cretaceo - Paleocene. Pastoralodon, in particolare, sembrerebbe essere stata una forma specializzata sotto certi aspetti: la dentatura e altre caratteristiche richiamano Pantolambdodon, ma le specializzazioni craniche e mandibolari indicano che questo animale era piuttosto differente dalla forma precedente, tanto da essere incluso in una famiglia a sé stante, Pastoralodontidae. Il genere Convallisodon, noto per due specie coeve della Cina (C. convexus e C. haliutensis) è distinto da Pastoralodon solo per alcune caratteristiche dentarie e potrebbe a tutti gli effetti essere identico al genere eponimo della famiglia. Un'altra forma simile è Altilambda.

## Paleobiologia
Probabilmente la caratteristica mandibola di Pastoralodon era utilizzata per strappare una gran quantità di piante acquatiche, di cui l'animale si nutriva.